# ديبورا براندت
ديبورا براندت (بالإنجليزية: Deborah Brandt)‏ هي أكاديمية أمريكية، ولدت في 1951.